# 非正式致歉
非正式致歉 這是純粹处于形式语句中的道歉，本身並不含有自责的含義。這種致歉方式在政治和公共关系中都很常見。 
向被冒犯的人说“对不起，讓您感到不安”，這是非正式致歉之一。 它沒有描述所作的言论有什么不妥，可能暗示對方對某件事情過於敏感或自身因非理性的原因而犯錯。另一种道歉的方式不是直接向受伤或被侮辱的人道歉，而是说“向任何可能受到冒犯的人道歉”。由於這種方式不是直接向人致歉，因此亦不屬於正式的致歉。
單純使用“对不起”一词，本身沒有对錯誤行为承擔责任，而只有表示遗憾，因此这种說法只是爭取原諒，而不是承认错误。並且，若濫用道歉方式之後重覆犯錯，漸漸便會讓人失去信任。

## 法律意义
非正式道歉的產生可能在避免因道歉後會產生认罪的含義，從而需要承担法律责任，並且引起民事诉讼。

### 美国
在美國，许多州份如：麻萨诸塞州和加利福尼亚州，都有法律禁止原告以道歉作为呈堂證據。例如，医生可能会为患者的不良后果道歉，但因此不須擔心因道歉而成為過失的证据。

### 加拿大
2008年11月，艾伯塔省立法机关通过了对现有《艾伯塔省证据法》（RSA 2000，c）的修正案。 A-18旨在保护道歉方免受法律责任和遭受保险損失的风险。该法令第26.1条规定，道歉并不构成明示或暗示承認过失或责任。

## 道歉策略
道歉的类型学指出，道歉涵盖了各种情况，例如后悔，遺忯和悔恨的程度，成功與否應取决于道歉的形式，而不是所涉及的悔恨的程度。Deborah Levi提供了以下可能性： 
- 策略式道歉：当被指控犯錯時，使用策略式道歉，這代表不一定是由衷而發。
- 道歉式解释：当被指控犯錯時，提供不少迴避責任的解釋，这仅仅是一种掩飾犯錯行為的举动。实际上，它更可以用来捍卫錯誤的行为。
- 形式上的道歉：当被指控犯錯時，被权威人士告诫才提供道歉。然而，對方可能只是礙於對方的權威。
- 圆满的道歉：当被指控犯錯時，對方充分承认自己的不足，對自己的錯誤行為有詳盡的洞察及描述，並且承諾悔改。

虽然非正式致歉不含悔恨、自責、甚至對未來沒有改變的意圖（例如，“幸福的结局”道歉）。但在非人為及無可避免的情况下，这种做法非常可取。例如当航空公司为延误致歉时，未来的重犯完全是不可避免的，畢竟是非人為控制情況。而这种策略上的道歉純粹安撫客人的情绪，並能产生正面的效果。這情況更回應了人类其中的基本訴求，承认負面情绪需要重視，並且需要獲得安撫。
除此以外，谈判專家通常使用这种策略来缓解紧张的局势：“即使您不承认自己需要為該行为承担个人责任，甚至根本沒有犯錯。但為了不愿意伤害他人及緩解氣氛，這種道歉往往可以改變整件事情。這時候，道歉就是您可以进行的最低成本，回报最高方式。” 